# Bacino di Irkutsk
Il bacino di Irkutsk (in russo  Иркутское водохранилище?, Irkutskoe vodochranilišče) è un lago artificiale situato nella Russia siberiana, nell'oblast' di Irkutsk, formato in seguito allo sbarramento del fiume Angara nei pressi della città di Irkutsk. Il bacino, che comprende anche il lago Bajkal, è situato nell'Oblast' di Irkutsk e nella Repubblica di Buriazia.
La centrale idroelettrica di Irkutsk è la prima della serie di centrali idroelettriche sul fiume Angara e la prima grande centrale idroelettrica nella Siberia orientale (seguono quella di Bratsk e di Ust'-Ilimsk). La sua costruzione e il riempimento del bacino idrico sono stati portati a termine negli anni 1956-1959. La diga della centrale idroelettrica di Irkutsk, che produce annualmente 4,1 miliardi di kWh, è alta 45 m. Il lago ha una superficie di 154  km² e un volume di 46,5 km³.
Lungo la riva sinistra del moderno bacino idrico di Irkutsk nel lontano 1896–1905 fu costruita la ferrovia Circum-Bajkal (Кругобайкальская железная дорога), che, prima di riempire il bacino, veniva utilizzata come sezione della ferrovia transiberiana. Ad oggi, la sezione della ferrovia Circum-Bajkal è stata preservata solo sulla costa del lago Baikal stesso.

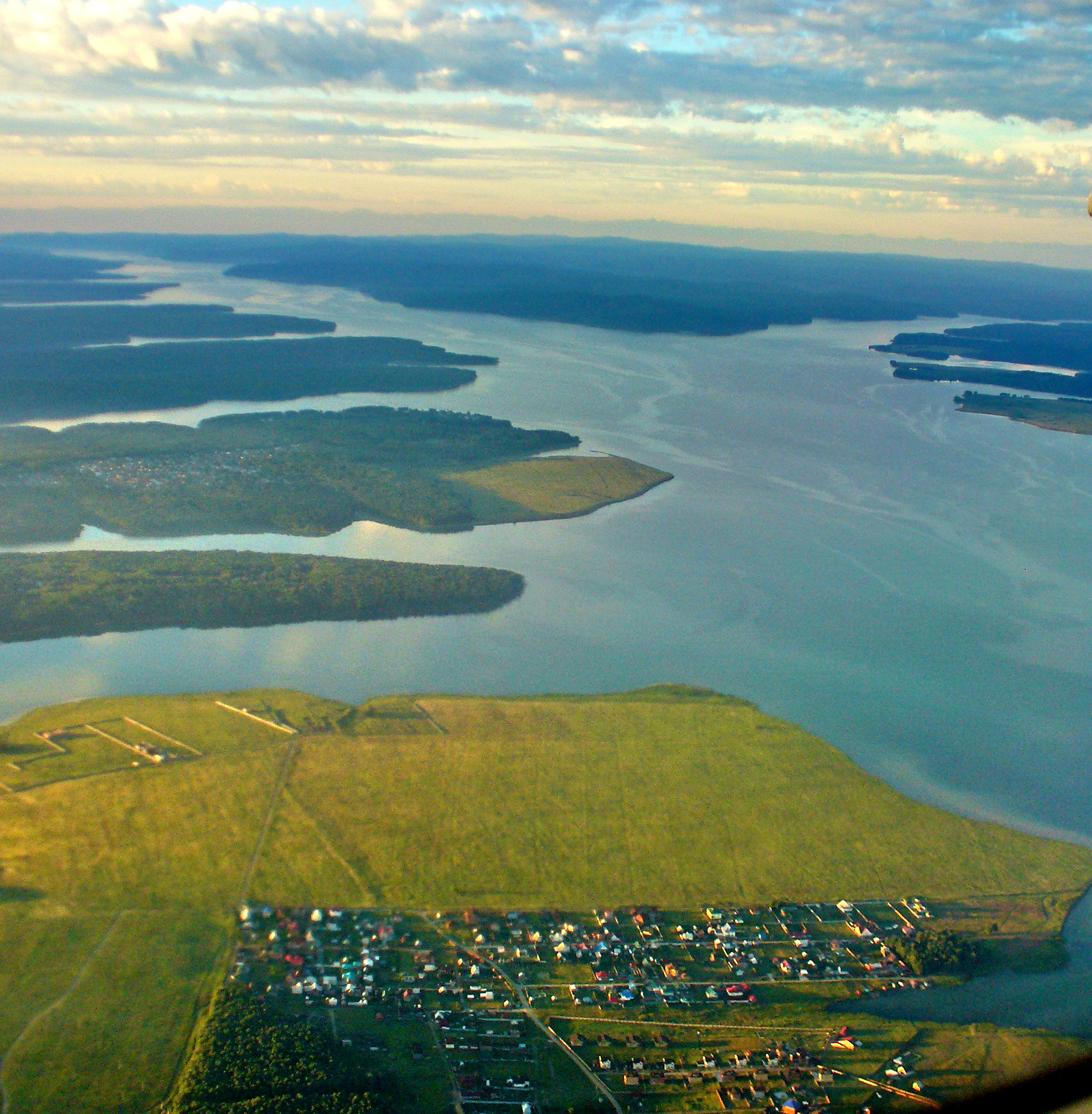
Il bacino di Irkutsk